# ニューポール 15
ニューポール 15
ニューポール 15の試作機（1916年頃）
- 用途：爆撃機
- 製造者：ニューポール
- 初飛行：1916年11月
- 生産数：少なくとも4機
- 運用状況：開発中止
- 原型機：ニューポール 14[1]

ニューポール 15（近年の情報源ではニューポール XV）は第一次世界大戦期のフランスの爆撃機である。性能不足のために不採用となり、就役することはなかった。

## 設計と開発
ニューポール 14の機体規模を拡大した新しい爆撃機が1916年夏に制作され、最初の試作機は試験飛行の準備を同年11月には整えていた。
ニューポール 15はV型翼間支柱を持つ2張間の複葉機（一葉半方式〈セスキプラン〉）で、ハート型の昇降舵を含む新設計の水平尾翼を備えていた。発動機はルノー 12FV型12気筒エンジン で、ヘーゼル(Hazet)社のモジュール式ラジエーターを胴体両側面に装備した。
わずかな試験飛行のうちに操縦装置と降着装置が不十分であることが判明し、フランスは即座に本機を不採用とした。1916年12月の時点で本機は旧式とされていたが、イギリスが興味を示し70機を発注した。しかし期待外れの試験結果を受けて結局は全機の発注を取り消した。

## 性能諸元
出典: History of War
諸元
- 乗員: 2
- 全長: 31.4フィート (9.6 m)
- 全高:
- 翼幅: 17 m
- 翼面積: 47.85 m2
- 空虚重量: 1,330 kg
- 最大離陸重量: 1,900 kg
- 動力: ルノー 12F（英語版） 液冷V-8ピストンエンジン、 （220  hp、プロペラ[3]: Chauvière 1665 （2翅木製固定ピッチ、直径2.95 m））   × 1

性能
- 最大速度: 155 km/h (海面高度)
- 実用上昇限度: 4,000 m
- 上昇率: 3,280フィート (1,000 m)まで7分20秒
- 航続時間: 3時間

武装
- 固定武装: 1 × .303 in (7.70 mm) ルイス機関銃 （イティヴィ（Etévé）環状銃架）で搭載）
- 爆弾: 14 × 120 mm (4.72 in) 径アニライト爆弾（英語版） - 合計140 kg (308 lb)

### 同等機
- エアコ DH.4（英語版）
- アームストロング・ホイットワース F.K.8（英語版）
- アブロ 519（英語版）
- ブレゲー 11（英語版）
- ポール・シュミット タイプ7（英語版）
- ヴォアザン 7（英語版）

### 関連リスト
- 爆撃機一覧

## 参照
1. 1 2 3 4 5 6 7  Rickard, J (2015年1月8日). “Nieuport 15”. historyof war.org. 2015年8月1日閲覧。
2. ↑  “Nieuport 15 French Air Force”. 1000aircraftphotos.com (2009年5月31日). 2015年8月1日閲覧。
3. ↑  Hartmann, 2015, p.20